# 赫爾沃耶·楚斯提奇
赫爾沃耶·楚斯提奇（1983年10月21日—2008年4月3日），前克羅埃西亞足球隊中場。

## 生涯
楚斯提奇的職業生涯始於2000年。他最初加入扎達爾足球俱樂部，並在2005年至2007年間為薩格勒布足球俱樂部效力，於2007年夏天回到扎達爾，獲得了四年的合約。

## 國際賽
2004年及2005年期間，楚斯提奇為克羅埃西亞U21足球隊效力，總共為克羅埃西亞U21足球隊贏得了7場國際賽。

## 逝世
2008年3月29日，他所屬的俱樂部主場對戰上克羅埃西亞甲級聯賽的HNK齊巴利亞隊。開賽不久後，楚斯提奇在搶奪球權時撞上中場旁的水泥護欄，受到重創。
他隨即被送到當地的醫院進行外科手術，手術一直進行到當天夜間，術後他陷入昏迷，狀況一直較為穩定。2008年4月2日，由於感染，他的體溫迅速上升，狀況急劇惡化。當地時間4月3日11時51分，院方確認他陷入了腦死狀態。在其逝世後，克羅埃西亞甲級聯盟將周末的球賽進行了延期。

## 死後
現任AS摩納哥隊的守門員達尼耶爾·蘇巴西奇（曾是楚斯提奇隊友）身著印有赫爾沃耶照片的球衣進行比賽。